# Milaan-San Remo 1926
De wielerwedstrijd Milaan-San Remo 1926 werd verreden op 21 maart van dat jaar.
Het parcours van deze 19e editie was 286,5 kilometer lang. De winnaar legde de afstand af in 9 uur en 48 minuten. Van de 89 gestarte renners finishten er 34. De Italiaan Costante Girardengo was de snelste. De snelste Belg was René Vermandel.

## Deelnemende ploegen
| Deelnemende teams | Deelnemende teams | Deelnemende teams         | Deelnemende teams  |
| ----------------- | ----------------- | ------------------------- | ------------------ |
| Wolsit-Pirelli    | Legnano-Pirelli   | Ganna                     | Alcyon-Dunlop      |
| Opel-Polack       | Olympia-Dunlop    | Météore-Wolber            | JB Louvet-Pouchois |
| Jenis-Pirelli     | Bottecchia        | Berrettini-Cycles Russell | Agricola-Pirelli   |

## Uitslag
| Plaats  | Naam                | Ploeg              | tijd     |
| ------- | ------------------- | ------------------ | -------- |
| Winnaar | Costante Girardengo | Wolsit-Pirelli     | 9'48'00" |
| 2       | Nello Ciaccheri     | Legnano-Pirelli    | +6'40"   |
| 3       | Egidio Picchiottino | Alcyon-Dunlop      | +11'15"  |
| 4       | Gaetano Belloni     | Opel-Polack        | +12'45"  |
| 5       | Arturo Bresciani    | Olympia-Dunlop     | +17'30"  |
| 6       | Ermanno Vallazza    | Legnano-Pirelli    | +18'30"  |
| 7       | Giuseppe Pancera    | Opel-Polack        | +18'35"  |
| 8       | Marcel Huot         | Météore-Wolber     | +21'00"  |
| 9       | Romain Bellenger    | JB Louvet-Pouchois | +22'30"  |
| 10      | Secondo Martinetto  | Météore-Wolber     | +30'00"  |
| 11      | Arsène Alancourt    | JB Louvet-Pouchois | +35'00"  |
| 12      | Adriano Zanaga      | Opel-Polack        | +38'20"  |
| 13      | Umberto Berni       | Individueel        | +40'50"  |
| 14      | Antonio Montevecchi | Jenis-Pirelli      | +41'15"  |
| 15      | Sebastiano Piccardo | Individueel        | +43'20"  |
| 16      | René Vermandel      | Opel-Polack        | +45'00"  |
| 17      | Gaston Degy         | Opel-Polack        | z.t.     |
| 18      | Giovanni Crespan    | Bottecchia         | +48'40"  |
| 19      | Gaetano Vezzosi     | Ganna              | +51'40"  |
| 20      | Michele Robotti     | Berrettini         | +57'00"  |

1907 · 1908 · 1909 · 1910 · 1911 · 1912 · 1913 · 1914 · 1915 · 1916 · 1917 · 1918 · 1919 · 1920 · 1921 · 1922 · 1923 · 1924 · 1925 · 1926 · 1927 · 1928 · 1929 · 1930 · 1931 · 1932 · 1933 · 1934 · 1935 · 1936 · 1937 · 1938 · 1939 · 1940 · 1941 · 1942 · 1943 · 1944 · 1945 · 1946 · 1947 · 1948 · 1949 · 1950 · 1951 · 1952 · 1953 · 1954 · 1955 · 1956 · 1957 · 1958 · 1959 · 1960 · 1961 · 1962 · 1963 · 1964 · 1965 · 1966 · 1967 · 1968 · 1969 · 1970 · 1971 · 1972 · 1973 · 1974 · 1975 · 1976 · 1977 · 1978 · 1979 · 1980 · 1981 · 1982 · 1983 · 1984 · 1985 · 1986 · 1987 · 1988 · 1989 · 1990 · 1991 · 1992 · 1993 · 1994 · 1995 · 1996 · 1997 · 1998 · 1999 · 2000 · 2001 · 2002 · 2003 · 2004 · 2005 · 2006 · 2007 · 2008 · 2009 · 2010 · 2011 · 2012 · 2013 · 2014 · 2015 · 2016 · 2017 · 2018 · 2019 · 2020 · 2021 · 2022 · 2023 · 2024 · 2025
Lijst van beklimmingen